# 狹鼻小目
狹鼻小目（Catarrhini）是靈長目簡鼻亞目中三個小目之一，包含了舊世界猴（猴總科）及猿（人猿總科）。後者再細分為長臂猿科及人科。以往認為人類及其已滅絕的近親或祖先是一個獨立的科，而人科則被分類在猩猩科中。
狹鼻小目的動物鼻孔都是狹窄及向下的。牠們不像闊鼻小目，一般都是白天活動，而尾巴並非捲尾。牠們的指甲都是扁平的，上下齒式都是2.1.2.3。
狹鼻小目大部份物種都是兩性異形的，且大都不是一夫一妻的。很多但不是全部物種都以群族方式生活。牠們是非洲及亞洲的原住民。

## 分類及演化
猿及舊世界猴於4000萬年前從新世界猴中分裂出來。主要的狹鼻小目於2500萬年前出現，而於1800萬年前長臂猿科從人科中分支出來。
- 狹鼻小目 Catarrhini
  - †渐新猿科 Oligopithecidae
  - †原上猿总科 Propliopithecoidea
    - †原上猿科 Propliopithecidae

  - †上猿总科 Pliopithecoidea
    - †醉猿科 Dionysopithecidae
    - †上猿科 Pliopithecidae
    - †科 Crouzeliinae

  - †树猿总科 Dendropithecoidea
    - †树猿科 Dendropithecidae

  - †总科/超科 Saadanioidea
    - †薩丹猴科 Saadaniidae

  - †总科/超科 Parapithecoidea
    - †副僧面猴科 Parapithecidae

  - 猴总科 Cercopithecoidea
    - 猴科 Cercopithecidae

  - 人猿总科 Hominoidea
    - †原康修尔猿科 Proconsulidae
    - †非洲古猿科 Afropithecidae
    - 长臂猿科 Hylobatidae
    - 人科 Hominidae

## 外部連結
- https://web.archive.org/web/20090703191805/http://www.chimpanzoo.org/catarrhi.html